# Telethon

Logo Telethonu w Chile

Telethon − ogólnoświatowa akcja charytatywna, której inicjatorem był Jerry Lewis. Pierwszy Telethon miał miejsce w USA w 1954 r. i trwał łącznie 22 godziny. Dziś zbiórki publiczne w ramach tej akcji prowadzone są w Europie, USA, Chile, Meksyku, Hondurasie. Podobną formułę akcji charytatywnej przybrała w Polsce Wielka Orkiestra Świątecznej Pomocy.
Nazwa jest połączeniem słów: „telewizja” oraz „maraton”. 
Głównym założeniem akcji jest trwający najczęściej dwa dni maraton pozyskiwania funduszy na cele charytatywne. Gościom i publiczności akcji towarzyszą gwiazdy muzyki i filmu. W czasie występów artystów wolontariusze w studiu telewizyjnym przyjmują telefonicznie wpłaty na rzecz akcji. Aktualnie zebrana kwota pokazywana jest na specjalnej planszy.